# Billieturnera
Billieturnera é um género botânico pertencente à família Malvaceae.
A autoridade do género é Fryxell, tendo sido publicado em Sida 9(3): 195. 1982.